# 宜野湾市立宜野湾中学校
宜野湾市立宜野湾中学校（ぎのわんしりつ ぎのわんちゅうがっこう）は、沖縄県宜野湾市赤道にある公立中学校。

## 概要
嘉数中学校の生徒数増加に伴い開校した。
- 開校日 - 1986年4月7日

## 通学区域
宜野湾小学校及び長田小学校の通学区域

## 周辺施設
- 普天間飛行場